# Inés Gómez Carrillo
Inés Gómez Carrillo (Santiago del Estero, 2 de abril de 1918 - Buenos Aires, 22 de junio de 2014) fue una pianista, compositora y docente argentina. Contribuyó en importante medida a la difusión de la obra de compositores argentinos a través del mundo.

## Biografía
Inició sus estudios musicales con su padre, el compositor y musicólogo Manuel Gómez Carrillo (1883-1968) y con su madre, la pianista María Inés Landeta César. A los seis años comenzó a ofrecer conciertos en su Santiago del Estero natal y a los ocho debutó en Buenos Aires con un concierto en la Sociedad Amigos del Arte, interpretando las Invenciones  de Johann Sebastian Bach. A los doce años debutó en la Asociación Wagneriana de Buenos Aires.
Radicada con su familia en Buenos Aires, estudió con el pianista Rafael González e ingresó al Conservatorio Nacional de Música, donde fue alumna de Athos Palma y a los quince años se graduó en las carreras de Piano y Composición.

## Carrera internacional
En 1940, becada por la Comisión Nacional de Cultura, Gómez Carrillo viajó a los Estados Unidos. En Nueva York, por consejo de Arthur Rubinstein, amigo de su familia y mentor de Inés, estudió piano con Eduard Steuermann y composición con Jerzy Fitelberg
En relación con las experiencias vividas durante esos años comentó en una entrevista concedida a la revista El Hogar: “Llegué a Nueva York a fines de 1940 con el ánimo dispuesto a trabajar intensamente sin otra pretensión que la de aprender. No pensé en ningún instante en maravillar a nadie y tampoco fui tan presuntuosa como para querer conquistar a Estados Unidos, donde millares de pianistas pujan por destacarse. (…) Puedo afirmar que mis progresos y triunfos en el país del norte son fiel reflejo de la actividad intensísima que desarrollé, siempre con un esforzado concepto del sacrificio que ello impone”
En 1942, luego de escucharla en un concierto, Eleanor Roosevelt, esposa del entonces presidente Franklin D. Roosevelt, la invitó a dar un concierto en la Casa Blanca, y ella misma le otorgó una beca para que pudiera continuar estudiando en los EE. UU. Tras renovar su beca, Gómez Carrillo prosiguió sus estudios con Olga Samaroff y se perfeccionó con Egon Petri. En 1943 debutó en el The Town Hall de Nueva York. A partir de ese momento ofreció más de cincuenta recitales en las principales ciudades del país norteamericano y en 1946 se presentó por primera vez en el Carnegie Hall. En 1948 realizó su primera gira por Europa y, desde entonces, se sucedieron varias giras que llevaron su talento a Canadá, Dinamarca, Francia, Suecia, Italia, Noruega, Bélgica y Holanda.
En enero de 1950 se presentó en el Concertgebouw de Ámsterdam interpretando el  Concierto para piano n.º 3 de Serguéi Rajmáninov  bajo la dirección de Hein Jordans. 
De manera periódica Gómez Carrillo continuó ofreciendo conciertos en la Argentina.  En agosto de 1950 dio recitales en el Teatro Colón de Buenos Aires, Odeón, Nacional Cervantes y en varias ciudades del interior. En el Teatro Independencia de Mendoza interpretó el Concierto para piano n.° 3 de Rajmáninov, dirigida por Jean Constantinesco. 
De regreso a Estados Unidos se presentó nuevamente en el Carnegie Hall. En 1954 fue invitada a actuar en el Festival Beethoven de la ciudad de Buffalo, ciclo en el que compartió cartel junto a Otto Klemperer, Paul Badura Skoda, Jascha Heifetz, Arthur Rubinstein y Alicia Alonso. En esa ocasión interpretó los Conciertos n.º 2 y n.º 4 de Ludwig van Beethoven bajo la dirección de Josef Krips.
A lo largo de la década de 1950 continuaron sus giras por América y Europa que incluyeron siete conciertos en ciudades de Holanda con la Orquesta del Concertgebouw,  presentaciones en la Accademia Musicale Chigiana, Palacio de las Bellas Artes de Bruselas, Teatro della Pergola de Florencia y Wigmore Hall de Londres. En sus presentaciones con orquesta fue dirigida por Sergiu Celibidache, Bernard Haitink y Jascha Horenstein, entre otros.
En 1963, por sugerencia de su amigo y condiscípulo el pianista Alexis Weissenberg, Gómez Carrillo se radicó en España.  Allí desarrolló una intensa labor en Madrid, Granada, Valladolid y Burgos en recitales y presentaciones con orquesta, en diversas salas y para la RTV española.

## Regreso a la Argentina
En 1968 Inés Gómez Carrillo regresó definitivamente a Buenos Aires.
En 1969 ingresó como profesora en el Conservatorio Provincial  “Juan José Castro”, donde en 1971 ganó la titularidad de la cátedra de piano por concurso de antecedentes y oposición, en cuyo marco obtuvo el máximo puntaje.
En 1987 fue invitada a sumarse al claustro de profesores del Conservatorio Nacional de Música "Carlos López Buchardo", donde tuvo a su cargo las cátedras de Piano del ciclo superior. En estos centros de estudios musicales desarrolló una labor muy importante referida a la formación de varias generaciones de pianistas.
Paralelamente a la tarea docente, sus actuaciones como solista y con orquesta continuaron en Buenos Aires con presentaciones en el Teatro Colón, Nacional Cervantes, Coliseo, San Martín, Gran Rex, así como en diversas provincias. Su amplio repertorio incluía, entre otras obras,  las Variaciones Goldberg de Bach,  los Preludios op 28 y la Sonata op 35 de Chopin,  el Concierto para piano y orquesta N° 1 y la Sonata op 5 de Brahms, Sonatas de Scriabin y Prokófiev; el Concierto para piano en la menor de Schumann y el Concierto para piano para la mano izquierda (Ravel) de Ravel. En sus presentaciones con orquesta fue dirigida por Teodoro Fuchs, Washington Castro, Pedro I. Calderón, Simón Blech, Gabriel Rodó, Lyerko Spiller y Juan Carlos Zorzi, entre otros.
En enero y febrero de 1980 contratada como artista exclusiva por el empresario Maxim Gershunoff llevó a cabo una gira por los EE. UU., en cuyo transcurso ofreció recitales en las ciudades de Washington y Chicago. 
En 1996 efectuó su última gira internacional por Japón, que incluyó conciertos en las salas Philia Hall de Tokio y Seisen Jogakuin de la ciudad de Kamakura.
En 1986 fue designada Miembro del Consejo Interamericano de la Música, organismo dependiente de la UNESCO. En 1997 la Academia Nacional de Música de Argentina le otorgó el grado de Académica.

## Música Argentina
Cabe destacar su aporte a la difusión internacional de la música de compositores argentinos. Además de las obras de su padre, llevó por el mundo la obra de los principales compositores argentinos entre los que destacan: Carlos Guastavino, Julián Aguirre, Carlos López Buchardo, Isidro Maiztegui, Roberto García Morillo, Rodolfo Arizaga y Alberto Ginastera.

## Composiciones
En palabras del historiador Rodolfo Arizaga, Inés Gómez Carrillo transitó fugazmente la composición que,  lamentablemente, no cultivó con más intensidad.  Compuestas entre 1937 y 1940 sus obras pianísticas y de cámara, están inspiradas en melodías y ritmos nacionales argentinos.
Obras
- Cuarteto de cuerdas en fa mayor. Inédito, 1937. (Archivo: Jorge R. Gómez Carrillo).
- Con lo que me querís. Sin datos del autor del poema. Canto y piano. Inédita, 1937. Revisión: Francisco J. Traversa. (Archivo: Victoria Campos Catelin Gómez Carrillo). Estrenada por Marina Biasotti (soprano) y Silvia Cederbaum (piano) en el Museo de Arte Hispanoamericano "Isaac Fernández Blanco" (24/10/2015).
- Cunita Blanca. Canción de cuna inspirada en los cantos indígenas del norte argentino. Poema de Ismael Moya. Canto y piano. Dedicada a: María Inés Landeta de Gómez Carrillo, mi cariñosa y abnegada madre. Bs.As. Ed. Ricordi B.A.7448, 1938.
- Chascañahuí munanquita (Coplas para la Imilla). Poema de Rafael Jijena Sánchez. Canto y piano. Dedicada a Lola Dabat. Bs.As. Ed. Ricordi B.A.7449, 1939.
- T´hei de dejar Canción argentina al estilo de las vidalas santiagueñas. Poema de Rafael Jijena Sánchez. Canto y piano. Dedicada al Doctor Carlos J. Díaz Guerra. Bs.As. Ed. Ricordi B.A.7450, 1939.
- Pupilas que me miraron Canción de cámara al estilo nativo. Poema de César Carrizo. Canto y piano. Inédita, 1939. Revisión: Francisco J. Traversa. (Archivo: Victoria Campos Catelin Gómez Carrillo). Estrenada por Sara Solari Santillán de Puente (soprano) y María Inés Gómez Carrillo (piano) en el Salón de Actos de la Escuela Normal N°2 "Juan María Gutiérrez" de Rosario (Santa Fe) (2/9/1940).
- Sol de mi tierra (Toccata). Piano. Inédita, 1939. Revisión: Francisco J. Traversa. (Archivo: Victoria Campos Catelin Gómez Carrillo). Estrenada por Silvia Cederbaum (piano) en el Museo de Arte Hispanoamericano "Isaac Fernández Blanco" (24/10/2015).
- Estudio Criollo. En forma de sonata. Piano. Inédito, 1940. (Archivo: Jorge R. Gómez Carrillo).